# 博卡拉国际机场
博卡拉国际机场是位于尼泊尔甘达基省博卡拉的一座国际机场。它取代了位于机场以西3公里的旧博卡拉机场。该机场于2023年1月1日正式开始运营，成為尼泊尔第三座国际机场。

## 发展
在博卡拉建造国际机场的概念最早是在1971年提出的。1976年，尼泊尔政府为此征用了土地。1989年，日本国际协力机构对机场建设进行了研究。然而此后该项目停滞不前，直到2009年，印度和尼泊尔签署了一项新的航空旅行协定后才重新启动。2013年，尼泊尔民航局与中工国际签署了机场建设协议。机场建设于2016年4月开工，历时5年，于2021年完工，耗资约3.05亿美元，其中中国进出口银行提供约2.15亿美元优惠贷款，（中国减免了部分贷款利息），亞洲開發銀行提供了3700万美元的贷款和赠款，欧佩克国际开发基金提供了1100万美元的贷款。该机场预计每年可接待100万名旅客。

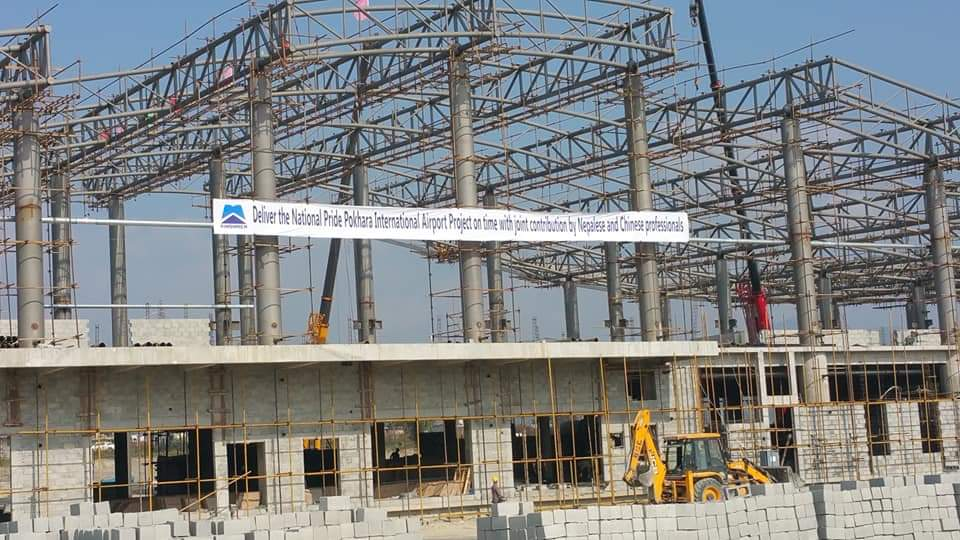
建设中的博卡拉国际机场

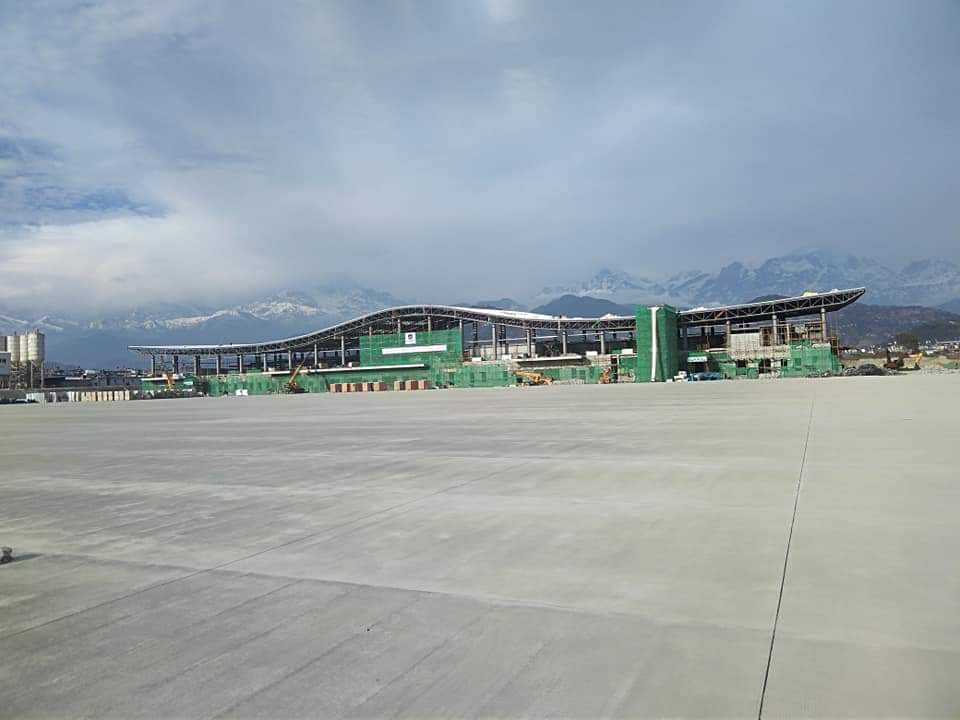
博卡拉国际机场建设现场

2016年4月，尼泊尔总理卡德加·普拉萨德·夏尔马·奥利为新机场奠基，目标是新机场于2021年7月10日开始运营。2020年，尼泊尔曾决定让博卡拉和佛陀机场两座新国际机场同日启用，然而，在媒体报道机场东端附近的Rithepani山需要被削平以方便飞机进近后，由于当地人的强烈抗议，这一决定被推迟。直到2022年下半年，这项工作才得以展开。
由于2020年至2021年尼泊尔发生COVID-19大流行，施工截止时限由2021年延长至2022年。2021年10月，官方宣布机场将分两阶段开始运营：国内航班将于2022年1月开始运营，而国际航班将于2022年4月开始运营。
2022年，官方宣布校准飞行将于2022年10月开始，而实际进行校准飞行则是2022年11月下旬。
2022年年中，因缺乏飞行检查，尼泊尔民航局将机场开通运营时间推迟至2022年12月。2022年8月8日，尼泊尔民航局正式宣布机场将在2023年1月1日开通运营。

## 设施
新博卡拉机场按照ICAO、IATA和FAA制定的4D机场标准建造。

### 停机坪
该机场的国际停机坪最多可容纳3架窄体飞机，配备两个廊桥；而国内航站楼的停机坪最多可容纳8架飞机。

### 跑道
机场只有一条2,500米（8,200英尺）长的混凝土跑道。跑道宽45米，厚度34厘米。跑道末端的缓冲区长330米。滑行道长1.2公里，宽23米。
跑道可以容纳空客A320、波音737系列等150-200座级商用飞机起降。

### 航站楼
机场有两个公共航站楼，一个用于国际航线，一个用于国内航线。国内航站楼位于机场西侧，占地面积4000平方米。国际航站楼的屋顶用钢制成，占地面积10000平方米，另附有一个3500平方米的海关和货运大楼。国际航站楼每小时可处理多达610名离港旅客。两个航站楼每年一共可接待100万名乘客。

## 航空公司和目的地
2018年，佛陀航空首次宣布将在博卡拉国际机场运营其计划中的波音或空客飞机国际机队。2021年年中，比曼孟加拉航空公司宣布成为第一家计划在机场开通后提供服务的国际航空公司。2022年底，第一家入驻的尼泊尔国内航空公司佛陀航空透露，计划将瓦拉纳西作为博卡拉地区的首个目的地。
| 航空公司      | 目的地 |
| ------------- | --- |
| 佛陀航空      | 巴德拉普爾、婆羅多布爾、比拉德訥格爾、台拉登、德里、賈納克布爾、Jitpursimara、加德满都、尼泊爾根傑、錫陀塔那迦、瓦拉纳西 |
| Guna Airlines | 加德满都 |
| 太陽航空      | 加德满都 |
| 什里航空      | 加德满都 |
| 雪人航空      | 加德满都 |
| 喜馬拉雅航空  | 拉萨 |
| 四川航空      | 成都/天府 |

## 交通
机场位于Prithvi高速公路附近。

## 事件及事故
- 2023年1月15日，自加德滿都國際機場起飛的雪人航空691號班機（ATR 72-500，註冊編號9N-ANC）進近本機場時，因機師操作失誤墜毀於與博卡拉機場（英语：Pokhara Airport (domestic)）間的塞蒂河（英语：Seti Gandaki River）岸，機上72人（含乘客68人）全數罹難。[30]